# 艾華頓·卡馬高
艾華頓·卡馬高（Everton Camargo，1991年5月25日—），生於巴西南里奧格蘭德州，香港足球運動員，司職前鋒，現時效力香港超級聯賽球會理文。

## 早年生活
艾華頓生於巴西南里奧格蘭德州，在他16歲時，獲帶到當時處於巴甲的家鄉球會青年人試腳，並與另外兩名球員在300個年輕人中脫穎而出，但是他於青年隊6個月後，便因右腳腳踝嚴重受傷而需要養傷大半年，同時青年人都選擇放棄他，結果他回到校園讀書並展開兩年的五人足球生涯，直到在18歲時，正在服兵役的他選擇在放假期間，獨自到巴甲傳統強隊國際體育會試訓，結果他獲國際體育會取錄，並去信軍方希望豁免他服役，可惜遭到拒絕。

## 球會生涯

### 黃大仙
直到2015年，艾華頓獲巴西經紀推薦，遠赴香港到港超聯球會試腳，期間他隨地區球會黃大仙參與季前熱身賽時，展現出不俗的技術和突破能力，奈何由於當時黃大仙的外援名單已滿額，加上資金有限，故艾華頓在半季內只能隨球會跟操，直到2016年1月黃大仙獲額外資金後，艾華頓終於獲會方註冊展開職業球員生涯，並成為球隊前線的核心球員，更於2016年2月28日以2–1反勝冠忠南區的聯賽，取得加盟後的首個入球兼助黃大仙在聯賽成功開齋，最終黃大仙在16場聯賽中錄得2勝5和9負的成績、排聯賽榜尾需要降級至甲組。

### 標準灝天
球季結束前，艾華頓已與當時黃大仙教練兼其伯樂招重文達成協議，承諾會盡努力與他繼續合作，結果他選擇隨招重文轉投新組成的港超聯球隊標準灝天，並在2016年9月11日以2–4不敵香港飛馬的聯賽，取得加盟後的首個入球，
而隨後他於2017年4月23日對理文流浪的聯賽，在開賽僅32秒就單刀扭過門將射入，創出2016/17球季港超聯賽事最快的入球，惟最終球隊以2–5落敗，然而標準灝天一如外界預期在聯賽下游爭扎，但總結他當季於聯賽及盃賽在有限的供應下，都取得14球亦成為成功過人次數第三高的球員，而艾華頓於季尾的香港足球明星選舉的球員之星中成為第三多同業選出的最佳球員，到球季結束後，他雖然獲最少三間港超聯球會邀請加盟和開出相當好的條件，但飲水思源的他都一一婉拒。

### 陽光元朗
完季後，艾華頓在2017/18球季初本來已與港超聯球會理文傾妥加盟條件，後來因該會職員行政失當令他放棄加盟，輾轉間獲地區球會陽光元朗的職員及同鄉法比奧用誠意打動邀請加盟，而隨着他在季前熱身賽的搶鏡表現，獲球迷視為該球會2017/18球季的最佳收購，並在10月21日加時以4–2擊敗和富大埔的高級組銀牌8強賽，取得反超前兼加盟後的首個入球，更突破元朗重返本地頂級聯賽後的最佳成績，而他隨後再於12月24日對冠軍球會傑志的高級組銀牌四強，在加時上和下半場和分別都取得關鍵入球，協助元朗加時反勝3–1時隔50年再晉身決賽，更在1月27日對東方龍獅的決賽，貢獻1入球1助攻協助元朗以3–0擊敗對手，相隔50年後再奪得高級組銀牌冠軍，而賽後艾華頓更首度榮膺賽事最佳球員，結果他榮膺港超聯12月和1月的最有價值球員獎項。

### 東方龍獅
球季完結後，艾華頓轉會到港超聯老牌球會東方龍獅。
2019/20球季，艾華頓同時奪得由香港超級聯賽註冊球員投票的「球員之星」及由香港體育記者協會會員投票的「最受歡迎球星」。
2022年5月31日，艾華頓約滿離隊。

### 理文
2022年7月，艾華頓轉會到港超聯球會理文。他首戰便梅開二度，協助理文主場2–1險勝標準流浪。2022/23球季，艾華頓因其出色表現入選該季香港足球明星選舉最佳十一人。2023/24球季，他成功協助理文奪得聯賽冠軍。

## 國際賽生涯
2023年8月31日，艾華頓宣布放棄巴西護照領取香港護照，令他有資格代表香港隊參加國際比賽，他旋即獲補選入9月初公佈的友賽柬埔寨與汶萊的大軍名單。9月7日，艾華頓首次代表香港隊作客柬埔寨上陣，並攻入一球。12月，艾華頓入選香港隊出戰亞洲盃的決選名單。

## 家庭生活
艾華頓的家庭觀念非常重，惟其兒子Bernardo出世時因心臟有問題差點就救不回來，幸好上天的保佑兒子總算活過來，閒時他總愛與妻兒在家中觀看電影，或兩夫妻在家烹飪過着嚮往的家庭生活，而他更將愛妻和兒子的名字Marieli和Bernardo分別紋在自己右和左小腿上。

## 榮譽
理文
- 香港超級聯賽冠軍（2023–24季度）

東方龍獅
- 香港高級組銀牌冠軍（2019–20季度）
- 香港足總盃冠軍（2019-20季度）
- 香港菁英盃冠軍（2020–21季度）

陽光元朗
- 香港高級組銀牌冠軍（2017–18季度）

標準灝天
- 香港預備組聯賽冠軍（2016–17季度）

港聯
- 香港賀歲盃冠軍（2018年）

個人
- 香港足球明星選舉 明星十一人（2017–18、2022–2023、2023–2024、2024–2025季度）
- 香港足球明星選舉 球員之星（2019–20、2024–2025季度）
- 香港足球明星選舉 最受球迷歡迎球星（2019–20季度）
- 香港足球明星選舉 最佳港隊球員 （2024–2025季度）
- 香港高級組銀牌決賽 最佳球員（2017–18季度）
- 香港高級組銀牌決賽 最佳球員（2019–20季度）
- 香港足總盃決賽 最佳球員（2019–20季度）
- 香港高級組銀牌 神射手（2017–18季度）
- 香港高級組銀牌 神射手（2019–20季度）
- 香港足總盃 神射手（2019–20季度）

## 外部連結
- 香港足球總會網頁球員註冊資料 （页面存档备份，存于）